# Горенє Грчевє
Горенє Грчевє (словен. Gorenje Grčevje) — поселення в общині Ново Место, регіон Південно-Східна Словенія, Словенія. Висота над рівнем моря: 482,2 м.